# Sève Feu de Joie

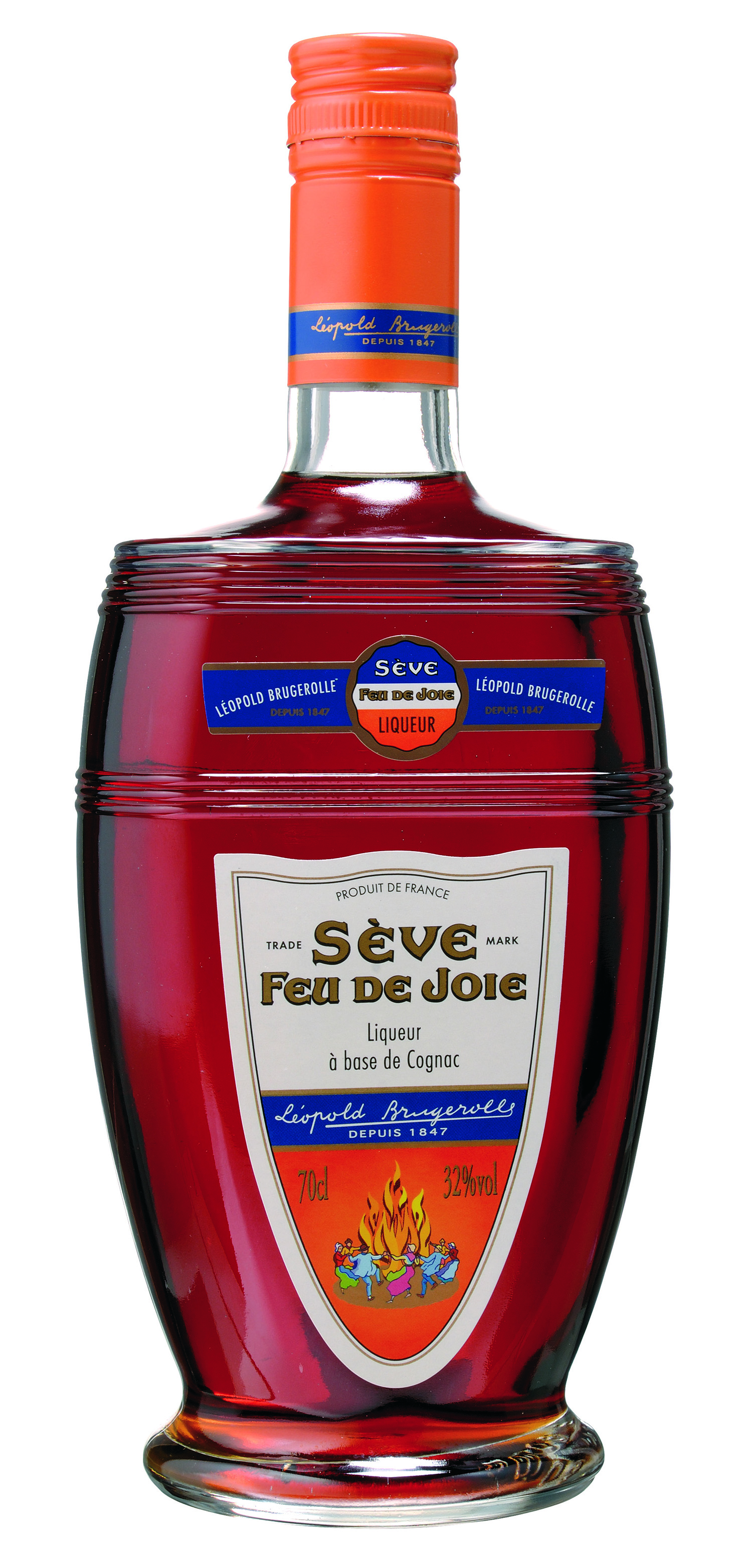
Sève Feu de Joie

Créée par Léopold Brugerolle à Matha en 1847, cette liqueur est produite près de Cognac. Élaborée à base d'eau de vie de cognac et d'amandes amères, elle est parfois comparée à la liqueur italienne amaretto. Elle est traditionnellement appréciée comme digestif après le dîner, pur ou avec de la glace, mais elle peut aussi entrer dans la recette de cocktails.  
Aujourd'hui, le produit est distribué par la Compagnie de Guyenne, un distributeur de spiritueux basé à Cognac fondé en 1969 par Michel Coste et aujourd'hui présent dans plus de 80 pays.